# Андрій Война
Андрій Война (? — між 19 червня 1628 і 1630 р.) — урядник Великого князівства Литовського.

## Життєпис
Походив зі шляхетського роду Войнів гербу «Труба». Народився в родині Лавріна (Лаврентія).
Королівський дворянин, староста литовський у 1592—1620 рр., підчаший великий литовський з 1620 р.; староста Городенський з 1601 р., Вовковиський з 1618 р.